# Eishockey-Nationalliga (Österreich) 1962/63
Meister der Eishockey-Nationalliga 1962/63 wurde zum sechsten Mal in der Vereinsgeschichte der Innsbrucker EV. Der Verein sicherte sich zudem die Kunsteisbahnmeisterschaft.

## Nationalliga A

### Modus
Die sieben Vereine spielten je zweimal gegeneinander.

### Endtabelle
|    |                 | Sp | S  | U | N  | Tore   | Punkte |
| -- | --------------- | -- | -- | - | -- | ------ | ------ |
| 1. | Innsbrucker EV  | 12 | 12 | 0 | 0  | 88:013 | 24:0   |
| 2. | Wiener EV       | 12 | 9  | 0 | 3  | 88:023 | 18:06  |
| 3. | Klagenfurter AC | 12 | 9  | 0 | 3  | 77:027 | 18:06  |
| 4. | EC Kitzbühel    | 12 | 6  | 0 | 6  | 60:045 | 12:12  |
| 5. | SV Ehrwald      | 12 | 3  | 0 | 9  | 27:078 | 06:18  |
| 6. | EK Zell am See  | 12 | 2  | 0 | 10 | 38:089 | 04:20  |
| 7. | Villacher SV    | 12 | 1  | 0 | 11 | 23:126 | 02:22  |

## Nationalliga B
Die Nationalliga B spielte in drei regionalen Gruppen – West, Ost und Süd. Die Sieger der drei Gruppen qualifizierten sich für die Aufstiegsspiele in die Nationalliga A.

### Gruppe West
Sieger wurde der EC Innsbruck Pradl.

### Gruppe Ost
1. SC Bad Gastein
2. ASKÖ WAT Favoriten
3. Union Linz
4. Union Wien

Hofgastein nahm aus finanziellen und organisatorischen Gründen nicht an den Aufstiegsspielen teil.

### Gruppe Süd
1. SV Leoben
2. ATSE Graz

Leoben spielte außer Konkurrenz, der zweite – Graz – qualifizierte sich für die Aufstiegsspiele. Die restlichen Teilnehmer sind nicht bekannt.

### Aufstiegsspiele
- 2. Februar 1963: ATSE Graz – EC Innsbruck-Pradl 1:2
- 9. Februar 1963: EC Innsbruck-Pradl – ATSE Graz 0:2 nach Verlängerung

## Kunsteisbahnmeisterschaft
An der Kunsteisbahnmeisterschaft nahmen nur Mannschaften teil, die über eine Kunsteisbahn verfügten.
|    |                 | Sp | S | U | N | Tore  | Punkte |
| -- | --------------- | -- | - | - | - | ----- | ------ |
| 1. | Innsbrucker EV  | 4  | 3 | 0 | 1 | 16:08 | 6:2    |
| 2. | Wiener EV       | 4  | 2 | 0 | 2 | 14:16 | 4:4    |
| 3. | Klagenfurter AC | 4  | 1 | 0 | 3 | 14:20 | 2:6    |